# 地空导弹第二营
地空导弹第二营，1958年12月26日成立的地空导弹部队，今属中国人民解放军中部战区空军地空导弹某旅。

## 历史

### 成立
地空导弹是第二次世界大战后出现的一种新式防空兵器，在1950年代初仅美国、苏联、英国等少数国家有装备。1956年3月，中国共产党中央委员会决定发展包括地空导弹在内的导弹、火箭事业。1957年10月15日，聂荣臻、陈赓、宋任穷等率团在莫斯科与苏联签订《关于生产新式武器和军事技术装备以及在中国建立综合性原子能工业的协定》。根据该协定，苏联将援助中国S-75型地空导弹，并答应派一个建制营的官兵来培训中国人民解放军空军的一个营。随后，中国空军开始筹建地空导弹部队，由空军副司令员成钧负责，探照灯兵指挥部主任张伯华具体筹划。1958年10月6日，空军高级防空学校技术系教导营，即后来的空军地空导弹第一营，在北京市清河镇空军高级防空学校礼堂正式组建。1958年11月30日，空军通知北京军区空军、南京军区空军各成立一个地空导弹营。1958年12月26日，北京军区空军在北京大兴组建地空导弹第二营，岳振华任营长，许甫任政委。
1959年5月12日，南京军区空军高射炮兵第106师师部与空军高级防空学校技术系在北京大兴县高米店合编，成立空军第三训练基地，主任张伯华、政委贺芳齐，地空导弹第二营属之。

### 首战告捷
在苏联专家对地空导弹第一营全体官兵进行培训时，二、三营的连以上干部以旁听身份参加学习和训练。1959年4月19日，地导一营在宁夏回族自治区中卫县东北40公里的荒滩上首次实弹射击一举命中目标。经过三个月突击训练，第二营和第三营也顺利完成改装。1959年9月，为确保国庆十周年典礼安全，临时增配第四营和第五营两个营，用五个营组成北京防空火力网，岳振华率第二营进驻北京通县张家湾机场。
1959年10月7日，中华民国空军上尉飞行员王英钦驾驶一架RB-57D飞机从浙江温岭上空进入中国大陆侦查，成功越过中国人民解放军空军歼击机的层层拦截，沿津浦铁路上空北进，在北京东南被地空导弹第二营用S-75导弹击落，是在世界防空作战史上首次用地空导弹击落高空飞机。战后，朱德、林彪、李富春、徐向前、聂荣臻、杨尚昆、罗瑞卿等党和国家领导人均曾到第二营阵地视察、慰问。后由国防部通令嘉奖，为全营记二等功，营长岳振华等人晋升军衔。

### 击落U-2
1960年7月，台湾当局从美国接收两架U-2高空侦察机，组建隶属于空军总部情报署的“第35气象侦察中队”，别称“黑猫中队”。经过一年多的改装训练和准备，从1962年1月13日起开始进入中国大陆侦察，到1962年6月底，已先后出动U-2飞机11架次，活动范围遍及除新疆、西藏和北京地区外的中国各地。经中央军事委员会批准，中国人民解放军空军决定使用地空导弹营在U-2飞机活动航路上实施机动伏击。
1962年6月底，地空导弹第二营转到湖南长沙设伏，但苦等近两个月并未获得战机。经过空军领导机关分析研究后，决定将地空导弹第二营调到江西南昌设伏，并通过调整部队布防诱使U-2飞机前来侦查。9月9日，黑猫中队的一架U-2飞机由少校飞行员陈怀生驾驶从桃园机场起飞，在平潭岛上空进入大陆，飞过福州后沿鹰厦铁路北上，经过九江后调头飞往南昌，在距二营阵地256公里时偏离南昌向北飞去，后由九江掉头直飞南昌，被二营用三枚导弹击落，坠毁在南昌东南15公里罗家集附近。9月15日，北京各界在人民大会堂举行庆祝击落U-2飞机的集会。9月20日，毛泽东、刘少奇、周恩来、朱德、邓小平等在中南海接见二营营长岳振华。二营荣立集体一等功。
台湾方面在截获S-75导弹工作频率，并在U-2飞机上加装电子预警系统后恢复对大陆的高空侦察。1963年3月至9月，先后三次深入到甘肃鼎新、兰州和陕西西安等地实施侦察，并顺利规避地空导弹部队的打击。但中国大陆方面也发现U-2的机载预警系统在截获制导雷达信号一般需要20秒的反应时间，因此制定《抗击U-2飞机新对策》，决定通过“近快战法”，近距离打开天线、快速完成发射操作动作的方式，开展对U-2飞机的打击。四个地空导弹营从西安和北京地区快速机动到浙江、江西交界的衢州、江山、弋阳、上饶布防。1963年11月1日，U-2飞机在从甘肃鼎新按原航线返回，经过九江后飞向二营阵地，被二营以新战术击落，少校飞行员叶常棣跳伞被俘。11月8日，二营（空字九一〇部队）被国防部授予集体一等功。12月26日，岳振华被国防部授予“空军战斗英雄”称号。
1964年3月1日，空军第三训练基地改为空军高射炮兵独立第四师，师长张伯华、政委贺芳齐、副师长戴延禄、张建华、副师长兼参谋长岳振华，隶属北京军区空军建制，下辖高炮独立一、二、三、四、五营。地空导弹第二营即空军高射炮兵独立第四师二营。1964年6月6日，高射炮兵独立第四师第二营被国防部授予“英雄营”称号。1964年7月7日，地空导弹第二营在福建漳州设伏，采用“快近战法”击落第三架U-2飞机，中华民国空军少校飞行员李南屏身亡。7月10日，高炮独立第四师二营被中国人民解放军空军司令部、政治部授予集体一等功。7月23日，毛泽东、周恩来、朱德、彭真、李先念等领导人在北京人民大会堂接见二营全体指战员。

### 1964年后
在U-2被多次击落后，台湾方面给U-2飞机加装回答式电子干扰系统和红外线照相设备，改为夜间侦查。1964年10月16日，中国第一颗原子弹爆炸成功。为侦查情报，U-2飞机在两个月内出动11架次进入中国西北地区侦察。其中，1964年11月26日，U-2飞机靠施放电子干扰，使在兰州设伏的地空导弹二营发射的三枚导弹均未命中目标。地空导弹一营靠升级的反干扰设备，在包头东南成功击落由少校飞行员张立义驾驶的U-2飞机。1965年4月7日，高炮独立第四师改为归属中国人民解放军空军建制。1967年9月8日，地空导弹第14营在浙江嘉兴地区采用红旗-2导弹击落一架U-2飞机，为地空导弹部队最后一次击落U-2飞机，台湾方面从1968年起不再派U-2飞机进入中国大陆纵深活动。1967年12月，高炮独立第四师改回北京军区空军建制。1976年3月1日，高炮独立第四师改为空军地空导弹第四师，下辖二十二、二十三和二十四团。1978年，空军地空导弹第二营凭借“地空导弹近快战法”在全国科学大会上获科研成果一等奖。2022年7月27日，该营被中央军委授予“模范地空导弹营”称号，军委主席习近平颁授荣誉奖旗。

## 相关
截至2021年，该营共有248人次荣立个人一等功。
在该营荣誉室的门口载有一棵银杏树。2014年7月23日，全营官兵和首任营长岳振华的亲人一起将岳振华的部分骨灰埋在该树之下。此后，每一次新干部入营、新兵下连，都会在“英雄树”前举行仪式。